# 坂出市立岩黒小中学校
坂出市立岩黒小中学校（さかいでしりつ いわくろしょうちゅうがっこう）は、香川県坂出市にかつてあった公立小中学校。塩飽諸島の岩黒島にあった。休校を経て2024年3月31日をもって閉校した。

## 概要
瀬戸内海にある岩黒島の唯一の小学校・中学校であった。児童・生徒の減少により、小学校は2018年より、中学校は2021年より休校となった。入学希望者が見込めないことから、地元の同意を得て2024年3月31日限りで閉校となった。これにより坂出市の島部（与島、櫃石島、岩黒島）から小中学校が姿を消すこととなった。

## 沿革
- 1886年（明治19年） - 岩黒島住民らで先生を雇って勉強を始める。
- 1906年（明治39年） - 櫃石尋常小学校岩黒分教場（4年制）始まる。
- 1941年（昭和16年）4月 - 国民学校令施行に伴い、「櫃石国民学校岩黒分教場」に改称。
- 1946年（昭和21年） - 与島村立岩黒国民学校として、櫃石国民学校の分教場から独立。
- 1947年（昭和22年）4月 - 学校教育法施行に伴い、与島村立岩黒中学校が開校[2]。岩黒国民学校が「与島村立岩黒小学校」に改称。
- 1953年（昭和28年） - 坂出市への編入合併に伴い、「坂出市立岩黒小学校」「坂出市立岩黒中学校」にそれぞれ改称。
- 1963年（昭和38年） - 児童・生徒会が「愛郷日清掃」と称し、島内清掃を定期的に開始。
- 1968年（昭和43年） - 日本学生科学賞「フジツボの研究」が入選し、二等賞を受賞[3]。
- 1969年（昭和44年） - 日本学生科学賞「線香花火の研究」が入選し、総理大臣賞を受賞[3]。
- 1970年（昭和45年） - 日本学生科学賞「クマゼミの島」が最優秀賞となり、学校賞1位を受賞[3][4]。
- 1973年（昭和48年） - 日本学生科学賞「ウスバカゲロウの研究」が入選し、二等賞を受賞[3]。
- 1974年（昭和49年） - 「廃プラスチックの研究」が内閣総理大臣賞を受賞。
- 1977年（昭和52年） - 岩黒獅子舞・浦安の舞いを創作。
- 1984年（昭和59年）
  - 現在地に新校舎を落成。
  - 8月 - 落成式を挙行。
- 1988年（昭和63年） - 瀬戸大橋開通記念行事を開催。
- 2001年（平成13年） - 「環境よくし隊」を結成し、EM活性液による海水浄化活動を実施。
- 2005年（平成17年） - 環境美化教育で文部科学大臣最優秀校を受賞。
- 2007年（平成19年） - 地域環境美化功績で環境大臣表彰を受賞。
- 2009年（平成21年） - 緑の少年団全国大会に参加。
- 2010年（平成22年） - 四国地方整備局長表彰を受賞。緑の少年団全国大会に参加。
- 2011年（平成23年） - 日本学生科学賞「岩黒島の研究Ⅱ〜白くなる黒浜〜」が入賞し、読売理工学院賞を受賞[3]。
- 2012年（平成24年） - 第53回自然科学観察コンクールにて「岩黒島の研究Ⅲ〜黒浜のなぞ〜」がオリンパス特別賞を受賞[5]。
- 2013年（平成25年） - 瓦製教室表示板を制作し設置。機械倉庫を設置。
- 2018年（平成30年）
  - 4月 - 小学校が休校[6]。
  - 12月 - 「ふるさと岩黒体操」を開始[7]。
- 2019年（令和元年） - 巨大クマゼミ壁画を制作[8]。
- 2021年（令和3年）4月 - 中学校が唯一の生徒の卒業に伴い、休校[9]。
- 2024年（令和6年）
  - 3月1日 - 市議会にて廃止が決定。
  - 3月31日 - 小学校・中学校ともに閉校[2]。

## 教育目標
ふるさとを愛し、知力豊かで心身ともに健康な子どもの育成